# Andreas Hjelm
Andreas Hjelm, född 3 mars 1988 i Stockholm, är en svensk professionell ishockeyspelare som spelar för Storhamar i Norge. Hans moderklubb är Ekerö IK.